# Lengberg-kasteel
Het Lengberg-kasteel (Duits: Schloss Lengberg) is een middeleeuws kasteel in Nikolsdorf in het Oostenrijkse Oost-Tirol.
Het kasteel werd op het einde van de 12e eeuw gebouwd door de heren van Lechsgemünd en kwam in de 13e eeuw onder de controle van de aartsbisschop van Salzburg. De edelman Virgil von Graben voegde in de 15e eeuw een tweede bouwlaag toe aan het gebouw. In 1485 werd de kapel volledig opnieuw opgebouwd. Tijdens de napoleontische oorlogen werd het gebied afgestaan aan het koninkrijk Beieren. Na het Congres van Wenen kwam het opnieuw in Oostenrijkse handen. In 1821 kwam Lengberg-kasteel in privébezit. In de vroege 20e eeuw kocht een Nederlandse zakenman het pand op en liet hij het grondig renoveren opdat het opnieuw bewoonbaar zou zijn.
Tijdens een herstelling in 2008 werd een grote hoeveelheid afval uit de 15e eeuw ontdekt. Archeologen van de Universiteit van Innsbruck onderzochten de restanten en ontdekten verschillende kledingstukken, waaronder vier voorlopers van de beha, de eerste ontdekking van deze soort.